# Deutsche Börse
Deutsche Börse is een Duits bedrijf. De onderneming is eigenaar van de belangrijkste Duitse aandelenbeurs, de Frankfurter Wertpapierbörse. Daarnaast heeft het in samenwerking met de Zwitserse beurs SIX de succesvolle derivatenbeurs Eurex opgericht. Voor het afwikkelen van effectentransacties heeft het de dochter Clearstream.

## Geschiedenis
Op 11 december 1993 stemden de aandeelhouders in met de naamswijziging van Frankfurter Wertpapierbörse AG naar Deutsche Börse AG. Op 5 februari 2001 kreeg Deutsche Börse een beursnotering.

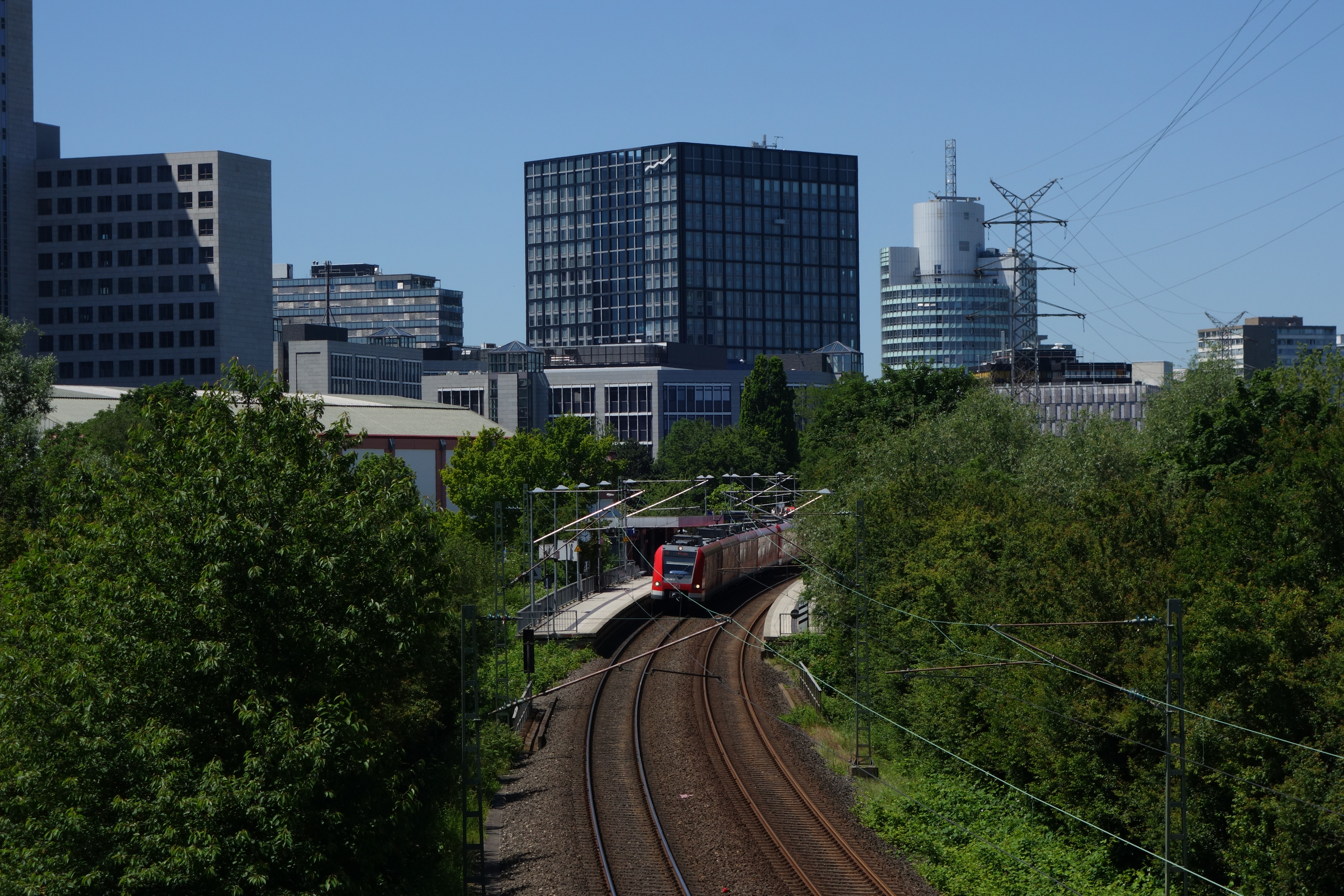
Het nieuwe Deutsche Börse-gebouw genaamd The Cube in Eschborn boven het S-Bahn Rhein-Main station Eschborn Süd

Sinds juli 2010 werken de meeste medewerkers in Eschborn, in het nieuwe gebouwThe Cube.
Begin 2011 werd een fusie aangekondigd met NYSE Euronext. Dit is de tweede poging, in 2006 waren er ook al fusie gesprekken. Als de fusie doorging, dan ontstond de grootste beurs ter wereld voor bedrijven om kapitaal op te halen en bovendien een wereldleider op het gebied van de derivatenhandel. Met de transactie zou een bedrag van 7,8 miljard euro gemoeid zijn. Deutsche Börse zou een belang van 60% krijgen in de nieuwe groep en NYSE Euronext de overige 40%. Het bedrijf zou met twee hoofdkantoren gaan werken, in Frankfurt en New York. De Europese Commissie blokkeerde evenwel de fusie. De combinatie zou 90% van de derivatenmarkt in handen krijgen, waardoor er te weinig concurrentie in de markt zou overblijven.
In februari 2016 maakten Deutsche Börse en de London Stock Exchange Group (LSEG) bekend de mogelijkheden te onderzoeken voor een fusie. De twee spreken over een fusie van gelijken. Aandeelhouders van het Duitse beursbedrijf zouden een meerderheidsbelang van 54,4% in de combinatie krijgen. In februari 2017 stelde de mededingingsautoriteiten van de Europese Unie (EU) als extra eis dat LSEG het Italiaanse online handelsplatform MTS moet verkopen. De EU wil dit om te voorkomen dat de combinatie te groot wordt op de markt voor Europese overheidsobligaties. LSEG wilde hieraan niet voldoen en de fusieplannen werden in maart 2017 afgeblazen. De fusie stond al onder druk na de brexit stemming in juni 2016.
Op 16 september 2019 heeft Deutsche Börse de overname van Axioma Inc. aangekondigd. Deutsche Börse kocht 78% van de aandelen, General Atlantic houdt een belang van 19% en de rest van de aandelen komen bij bestuurders van Axioma.
In maart 2022 kondigde Deutsche Börse de overname aan van 100% van de in Luxemburg gevestigde fondsgegevensbeheerder Kneip Communication.